# Bergnäset
Bergnäset es una localidad perteneciente al municipio de Luleå, condado de Norbotnia, provincia de Norbotnia, Suecia.

## Superficie
Cuenta con una superficie de 3,030 kilómetros cuadrados.

## Demografía
Hasta 2020 la población era de 3761 habitantes, con una densidad de población de 1,241 habitantes por kilómetro cuadrado. Con una estructura demográfica conformada por 1919 hombres que representan el 51% y 1842 mujeres para un 49% de la población total. De estos, el 24,7% corresponden a menores de edad y personas de 0-19 años, 53,7% a personas entre 20-64 años y el 21,7% a personas de 65 o más años.
| Gráfica de evolución demográfica de Bergnäset entre 1990 y 2020 |
|                                                                 |
| Datos según la Oficina Central de Estadísticas de Suecia.       |